# FMA I.Ae. 23
Die FMA I.Ae. 23 war ein Schulflugzeug des argentinischen Herstellers Fábrica Argentina de Aviones.

## Geschichte
FMA hatte in der Zeit von 1937 bis 1942 rund 190 Focke-Wulf Fw 44J in Lizenz gefertigt. 1944 begann das Instituto Aerotécnico eine Variante der Fw 44 aus einheimischen Hölzern unter der Bezeichnung I.Ae. 23 zu entwickeln, um sie als Anfängerschulflugzeug und für Kunstflug bei der Luftwaffe und den argentinischen Fliegerclubs einzusetzen. Aus diesem Grund erhielt die Maschine auch den inoffiziellen Namen Focke-Wulf de madera (Holz-Focke-Wulf). Der Erstflug erfolgte schließlich am 7. Juli 1945. Trotz guter Leistungen erfolgte kein Serienbau, da inzwischen modernere ausländische Flugzeuge zur Verfügung standen.

## Konstruktion
Die I.Ae. 23 war ein abgespannter Doppeldecker mit festem Spornradfahrwerk. Die Piloten saßen hintereinander in offenen Cockpits. Der Rumpf war, im Gegensatz zur Fw 44J, bei der er aus geschweißten Stahlrohren bestand, wie auch die Tragflächen aus einem Holzgerüst gefertigt und mit Stoff bespannt. Angetrieben wurde sie von dem in Lizenz hergestellten Siemens Sh 14A Siebenzylinder-Sternmotor mit 100 kW.

## Technische Daten
| Kenngröße             | Daten                                                   |
| --------------------- | ------------------------------------------------------- |
| Besatzung             | 2                                                       |
| Länge                 | 7,30 m                                                  |
| Spannweite            | 9 m                                                     |
| Höhe                  | 2,72 m                                                  |
| Flügelfläche          | 20 m²                                                   |
| Leermasse             | 500 kg                                                  |
| max. Startmasse       | 860 kg                                                  |
| Reisegeschwindigkeit  | 160 km/h                                                |
| Höchstgeschwindigkeit | 188 km/h                                                |
| Dienstgipfelhöhe      | 4.200 m                                                 |
| Reichweite            | 720 km                                                  |
| Triebwerke            | 1 × Siemens Sh 14A Siebenzylinder-Sternmotor mit 100 kW |